# NGC 7393
NGC 7393 = Arp 15 ist eine Balken-Spiralgalaxie mit ausgedehnten Sternentstehungsgebieten vom Hubble-Typ SBc im Sternbild Aquarius auf der Ekliptik. Sie ist schätzungsweise 173 Millionen Lichtjahre von der Milchstraße entfernt und hat einen Durchmesser von etwa 100.000 Lichtjahren.
Halton Arp gliederte seinen Katalog ungewöhnlicher Galaxien nach rein morphologischen Kriterien in Gruppen. Diese Galaxie gehört zu der Klasse Spiralgalaxien mit abgetrennten Abschnitten (Arp-Katalog).
Das Objekt wurde am 5. Oktober 1785 von Wilhelm Herschel entdeckt.

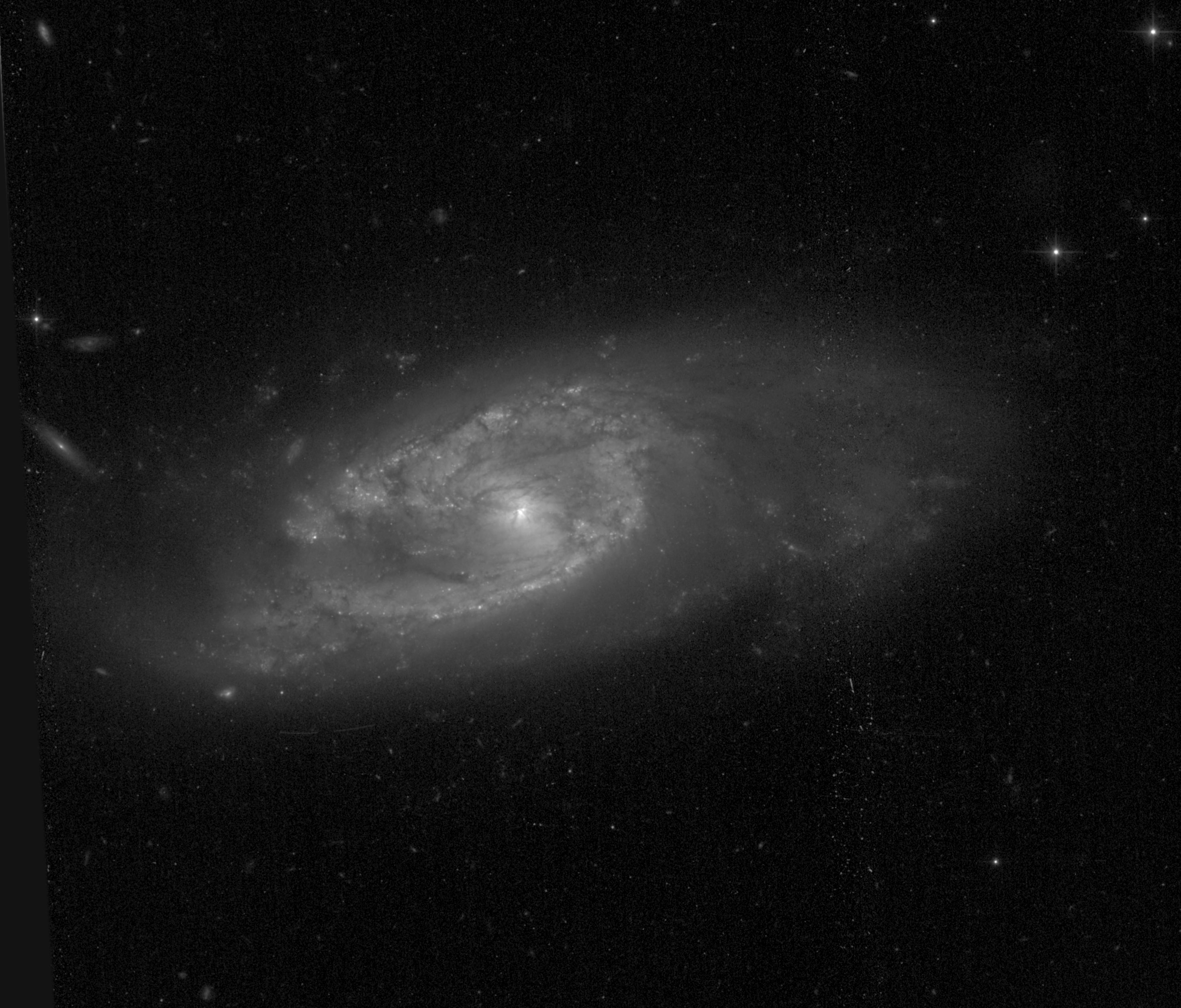
Aufnahme mithilfe des Hubble-Weltraumteleskops